# Louis Henri de Pardaillan (Marquis)
Louis-Henri de Pardaillan de Gondrin (* um 1640, † 1. Dezember 1691 oder 1702), Marquis de Montespan et d’Antin, Seigneur d’Épernon, war ein französischer Adliger. Er war Marquis d’Antin und Marquis de Montespan. Am bekanntesten ist er als Ehemann der Madame de Montespan, bereits bevor sie die Mätresse und später Maîtresse en titre Ludwigs XIV. wurde.

## Biographie
Louis Henri de Pardaillan ist der Sohn von Roger Hector de Pardaillan, Marquis d’Antin und Marquis de Montespan, und Marie-Christine de Zamet. Er heiratete mit Ehevertrag vom 28. Januar 1663 Françoise de Rochechouart, die vor ihrer Hochzeit Mademoiselle de Tonnay-Charente genannt wurde, Tochter von Gabriel de Rochechouart, Duc de Mortemart, und Diane de Grandseigne, von der er zwei Kinder bekam:
- Marie-Christine de Pardaillan de Gondrin, * 1663, † 1675
- Louis Antoine de Pardaillan de Gondrin, * 5. September 1665, † 2. November 1736, März 1711 Duc d’Antin, Pair de France, Seigneur des duchés d’Épernon et de Bellegarde, Marquis de Montespan, de Gondrin et de Mézière etc., 3. Juni 1724 Chevalier des Ordres du Roi; ⚭ 21. Juni 1686 Julie Françoise de Crussol, Tochter von Emmanuel II. de Crussol, Duc d’Uzès, und Marie-Julie de Sainte-Maure-Montauzier

Als Ehemann von Mademoiselle de Tonnay-Charente, bzw. nun Madame de Montespan, war er auch Chevalier d’honneur von Henrietta von England, Madame und Herzogin von Orléans als Ehefrau von Philippe I. de Bourbon, Herzog von Orléans.
Nachdem seine Ehefrau im Mai 1667 die Mätresse Ludwigs XIV. geworden war – worauf sie nach übereinstimmender Ansicht jahrelang hingearbeitet hatte – reagierte der Marquis de Montespan nicht so, wie allgemein erwartet worden war. Zu einer Zeit, als sich die meisten adeligen Ehemänner über das Interesse des Königs an ihrer eigenen Gattin geschmeichelt gefühlt und versucht hätten, daraus einen Vorteil zu ziehen (so wies es die Familie Rochechouart auch tat), erstaunte der Marquis den Hof, indem er sich offen über die Untreue seiner Ehefrau empörte. Er löste einen Skandal aus, indem er Madame de Montausier der eigennützigen Kuppelei bezichtigte. Er trug sogar Trauerkleidung für seine Frau und ließ ein Paar Hörner an seiner Kutsche anbringen – als öffentliches Zeichen dafür, dass sie ihn betrogen hatte. Montespan wurde verhaftet, aber nach einigen Tagen wieder freigelassen. Laut Madame Caylus sah man ihn bei Hofe „für einen ungehobelten Menschen und für einen Narren an“, und die Montespan selber beklagte sich: „Er ist hier und erzählt Geschichten am Hofe. Ich schäme mich so, dass mein Papagei und er der Kanaille zum Amüsement dienen“.
Der Marquis wurde nach Spanien verbannt und 1674 wurde eine offizielle Trennung durch den Generalprokurator Achille de Harlay ausgesprochen, assistiert von sechs Richtern am Châtelet.
Um 1690 erbte er das Herzogtum Épernon (ohne den Herzogstitel) aus der Familie seiner Großmutter mütterlicherseits, Jeanne de Goth. Zudem war er präsumptiver Erbe seiner angeheirateten Tante Anne-Marie de Sainte-Lary († 1715; ⚭ Jean-Antoine-Arnaud de Pardaillan, † 1687) über seine Großmutter Paule de Saint-Lary († 1612; ⚭ Antoine-Arnaud de Pardaillan, † 1624), die den Nachkommen des Marquis de Montespan das Herzogtum Bellegarde vermachten (auch hier ohne den Titel).
Er starb am 1. Dezember 1691 im Alter von 51 Jahren. Sein Sohn Louis-Antoine, wurde sein Erbe – auch bezüglich des Herzogtums Épernon; er wurde im März 1711 zum Herzog von Antin und Pair de France ernannt. 1715 erbte er zudem die Güter des alten Herzogtums Bellegarde.

### Belletristik
- Jean Teulé, Le Montespan, Julliard, 2008 – ausgezeichnet u. a. mit dem Grand Prix Palatine du roman historique